# جيسيكا مور
جيسيكا مور (بالإيطالية: Jessica Moore)‏ هي عارضة وممثلة إيطالية، ولدت في 8 أغسطس 1967 بأوربينو في إيطاليا.

## وصلات خارجية
- جيسيكا مور على موقع IMDb (الإنجليزية)
- جيسيكا مور على موقع قاعدة بيانات الفيلم (الإنجليزية)